# Geghadir (Kotajk)
Geghadir – wieś w Armenii, w prowincji Kotajk. W 2011 roku liczyła 738 mieszkańców.